# Topolany (Olomouc)
Topolany, ter onderscheiding van Topolany in de okres Vyškov ook wel Topolany u Olomouce genoemd, is tegenwoordig een wijk in Olomouc. In Topolany wonen ongeveer 400 mensen. Tot 1975 was Topolany een zelfstandige stad.

## Geschiedenis
- 1141 – De eerste vermelding als Topolaz.
- 1872 – Topolany wordt de officiële naam van de plaats.

## Aanliggende (kadastrale) gemeenten
| Aanliggende (kadastrale) gemeenten1 | Aanliggende (kadastrale) gemeenten1 | Aanliggende (kadastrale) gemeenten1 | Aanliggende (kadastrale) gemeenten1 | Aanliggende (kadastrale) gemeenten1 |
| ----------------------------------- | ----------------------------------- | ----------------------------------- | ----------------------------------- | ----------------------------------- |
|                                     |                                     | Křelov-Břuchotín                    |                                     | Řepčín                              |
|                                     |                                     |                                     |                                     |                                     |
| Ústín                               | Neředín                             |                                     |                                     |                                     |
|                                     |                                     |                                     |                                     |                                     |
|                                     |                                     | Hněvotín                            |                                     |                                     |

1 Cursief geschreven namen zijn andere kadastrale gemeenten binnen Olomouc.
Bělidla ·
Černovír ·
Droždín ·
Chomoutov ·
Chválkovice ·
Hejčín ·
Hodolany ·
Holice ·
Klášterní Hradisko ·
Lazce ·
Lošov ·
Nedvězí ·
Nemilany ·
Neředín ·
Nová Ulice ·
Nové Sady ·
Nový Svět ·
Olomouc-město ·
Pavlovičky ·
Povel ·
Radíkov ·
Řepčín ·
Slavonín ·
Svatý Kopeček ·
Topolany ·
Týneček